# Peltigera latiloba
Peltigera latiloba är en lavart som beskrevs av Jon Holtan-Hartwig. Peltigera latiloba ingår i släktet Peltigera, och familjen Peltigeraceae. Arten är reproducerande i Sverige.